# Cronache dell'arabesco di pietra
Cronache dell'arabesco di pietra è una raccolta di racconti di fantascienza dello scrittore italiano Franco Ricciardiello, pubblicata nel 2006 in formato elettronico dalla rivista Intercom.
Comprende una serie di testi apparsi originariamente su diverse riviste e fanzine tra il 1986 e il 1993, che presentano un nucleo di immagini compatto e profondamente sentito, e hanno in comune l'ambientazione in Spagna.

## Racconti

### Tutti i miti dell'Ebro
- Pubblicato originariamente in  Premio Letterario Città di Montepulciano, Sarteano (SI), Edizioni Luì, 1986.

Improvvisamente la penisola iberica viene sostituita dalla Spagna degli anni trenta, in piena guerra civile, al punto che è sufficiente attraversare la frontiera francese per trovarsi nel passato. Giornalisti e curiosi entrano clandestinamente nel paese. L'azione si svolge a Córdoba, occupata dai fascisti insorti contro il governo legittimo. In questa vasta falla temporale il tempo si è arrestato su una “altalena” di tredici ore, dal mattino alla sera del 29 ottobre 1938, vigilia del contrattacco nazionalista sul fiume Ebro che accelererà la fine della guerra e la sconfitta del governo repubblicano; ogni sera alle 21:10 il tempo soggettivo ritorna indietro alle 8:35 dello stesso mattino.
Scritto nel gennaio 1986, Tutti i miti dell'Ebro è un esempio chiarissimo della tecnica preferita dell'autore, la descrizione di particolari “frammenti” narrativi staccati dalla Storia: la narrazione punta i riflettori non su ambientazioni archetipe tipiche della narrativa di genere, bensì su momenti precisi del Tempo nella sua accezione scientifica. Il risultato è una narrazione a blocchi che si nutre di descrizioni discontinue.
(Franco Ricciardiello)
Il racconto è ambientato a Córdoba, e l'autore si trovava in viaggio proprio in questa città quando ricevette la notizia che la giuria presieduta da Alberto Moravia l'aveva giudicato come secondo classificato al I premio letterario Città di Montepulciano, sezione racconti fantastici.

### Rive de Duero
- Pubblicato originariamente sulla fanzine Algenib, Roma 1988

Un astrofisico di 56 anni, “una delle maggiori menti speculative del mondo contemporaneo” in fuga dall'Italia, divenuto uno stato di polizia, torna in Spagna dove visse una storia d'amore con una donna di nome Ulriche. Lo accoglie la figlia della donna, Soledad, ai suoi occhi una copia giovane della madre. Lui ha lasciato il lavoro per evitare di collaborare con il Ministero. Lei viene avvicinata da un agente incaricato di sorvegliare lo scienziato.
Scritto nel maggio 1986, il racconto è un esempio del personale simbolismo di Ricciardiello.
Già dal titolo, il racconto rimanda alla poesia di Antonio Machado, in particolare alla raccolta Soledades (1903), e la conferma è la presenza di temi tipici dell'immaginario del poeta spagnolo: giardini segreti, fontane di marmo, il fiume Duero. Questo collegamento testo/poesia contribuisce a creare un effetto di congelamento del tempo. La trama è scheletrica, situazione iniziale e finale coincidono, alla fine nulla è cambiato. La spiegazione scientifica nel finale richiama il tema della circolarità della vita, già anticipato dal ritorno del protagonista in un ambiente che è rimasto lo stesso.

Il racconto è ambientato nei pressi della città di Soria.

### Non giurammo fedeltà ad alcun Re
- Pubblicato originariamente nella rivista Ucronia, n. 3, San Giuliano Milanese 1988

Il protagonista è un italiano che vede improvvisamente nei giardini di una città spagnola la donna che ogni notte gli appare in sogno. Lei è una giovane turista norvegese di nome Linn, all'oscuro del turbamento che provoca nelle sue notti. A partire da adesso però il giovane ha delle visioni: la città è assediata da un esercito di morti che si aprono la strada combattendo casa per casa.:
Nessun altro vede l'esercito dei morti. L'allucinazione si amplifica e si estende all'intera percezione della realtà del protagonista, fino alla catarsi finale, quando la città cade e Linn lo ritrova smarrito e in preda al terrore.
Scritto nel luglio 1986, il racconto si classificò quarto al II premio di narrativa fantascientifica “Il vascello”. Lino Aldani, che presiedeva la giuria, lo selezionò per una raccolta antologica intitolata Pianeta Italia edita dalla Perseo Libri, ma il racconto non poté essere pubblicato perché Ricciardiello non era iscritto alla WSFI (World Science Fiction sezione italiana), associazione che riuniva i professionisti italiani.

La memoria sembra l'unico collante che possa tenere insieme il tempo disgregato della Storia, un tempo che significa qualcosa solo in quanto collegato a una individualità. A differenza dei due racconti precedenti, in cui non esiste un vero e proprio scioglimento del plot, qui una catarsi imposta dall'esterno chiude una struttura narrativa potenzialmente aperta all'infinito, che però si risolve in una sorta di “moralino” fittizio.

Il racconto è ambientato nella città andalusa di Ronda.

### Cronache dell'arabesco di pietra
- Pubblicato originariamente nella fanzine Follow my Dream n. 3, Ancona 1989

Un italiano di trent'anni, che ha lasciato l'Italia per motivi politici, vive a Toledo selezionando e coltivando piante mutanti sensibili all'umore umano. In un altro appartamento della casa giunge a abitare un uomo gravemente malato insieme alla figlia Marie Claire, lo scrittore parigino Julian Cross: 18 anni fa ha ucciso il fratello quando aveva scoperto che era il vero padre di Marie Claire. Alla scarcerazione la ragazza ha scelto di vivere con lui.
In realtà il movente dell'omicidio non è stata la gelosia, bensì la consapevolezza che il fratello Aldous lavorava al confezionamento di un sistema di votazione perfetto che tenga conto della volontà di ogni elettore:
Il volontario esilio del protagonista è dovuto all'introduzione di questa “sorta di dittatura mascherata”, in cui il Parlamento si è sciolto perché ogni decisione viene presa con suffragio universale.
Scritto nell’ottobre 1986, è stato ripubblicato tre anni dopo nell’antologia La mano sinistra del potere
Il racconto è ambientato nella città di Toledo.

### Verrà il tempo della cenere
- Pubblicato originariamente sulla fanzine Baliset n. 3, Torre d'Isola (PV) 1993

Arianna e il marito vagano per l'Europa all'inseguimento delle turbe psichiche della donna, che ha visioni di una densa nebbia di cenere in continuo spostamento. Arrivati nella città andalusa di Granada la situazione peggiora, Arianna vede insetti che le escono dalle carni.
Convinta di essere vicina alla catarsi, Arianna trascina il marito lungo antiche vie dove vede gonfiarsi una nebbia gravida di figure orripilanti. Granada è il centro di una spirale di città che copre il Mediterraneo occidentale, forse il centro dell'universo. Nel frattempo l'uomo incontra un'altra donna, una spagnola di nome Fernanda, che è l'incredibile, perfetta sosia della moglie; i due si frequentano mentre Arianna è sempre più ossessionata dai suoi fantasmi, finché questi irrompono tragicamente nella realtà.
Scritto tra giugno e luglio 1987, La coppia Arianna/Fernanda rimanda a analoghe coppie di gemelli/cloni/sosia, un tema molto sentito dall'autore.
Il racconto è ambientato a Granada.

### Effetto notte
- Pubblicato originariamente sulla fanzine Intercom n. 126/127, Terni 1992

In un futuro non troppo distante, lo scioglimento dei ghiacci polari provoca l'allagamento di tutte le città costiere. Afflitto da piogge pressoché continue, con l'economia devastata dal disastro ambientale, il mondo si trascina nel ricordo di quello che era un tempo. Barcellona è quasi interamente sott'acqua. Il protagonista è il responsabile dei cantieri subacquei che tentano di recuperare qualcosa dalla città sommersa:
Giunge in città un ispettore ministeriale che sembra molto interessato alla giovane seconda moglie del protagonista, Leslie, che fa parte della squadra sommozzatori. Il protagonista ha anche una figlia che, colpita dalle radiazioni di un incidente nucleare, non riesce a vedere la luce, bensì le vibrazioni prodotte dal movimento.
La storia individuale prende il sopravvento sull'ambientazione, il racconto si trasforma in un dramma della gelosia che però si coniuga con la volontà del protagonista di impedire la diminuzione dei finanziamenti ministeriali.
Scritto tra gennaio e febbraio 1988, fu ripubblicato nel 1998 sul n. 1 della rivista Carmilla diretta da Valerio Evangelisti.

Il racconto è ambientato a Barcellona.

## Analisi critica
In questi racconti ambientati in località della Spagna che hanno spesso una immobilità da cartolina turistica; il cambiamento narrativo sembra impossibile, o meglio ogni mutamento fa emergere costanti di un periodo narrativo che coincide con la vita dei protagonisti: tuttavia non si tratta di congelare il mutamento, sociale o personale o del plot, dal momento che il contesto narrativo non è “archetipale”, bensì storicista e, paradossalmente, materialista. A proposito di Tutti i miti dell'Ebro, Franco Ricciardiello sostiene di avere scritto un racconto
definizione che si può estendere anche agli altri racconti di questa raccolta.
Il legame tra protagonisti e paesaggio è sempre strettissimo, fino a condurre a una loro identificazione potenzialmente autodistruttiva. L'effetto di congelamento del tempo narrativo è favorito dall'esotismo dell'ambientazione, che pure non si riferisce a luoghi immaginari, come è nella natura di molta fantascienza, bensì a località di una Spagna turistica e per molti versi folclorica.
La costruzione dei racconti procede per accumulo di particolari; apparentemente è priva di uno sviluppo narrativo, al punto che spesso al termine della narrazione viene riproposta una situazione simile a quella iniziale. Dal Tempo, dal flusso della Storia, si staccano sezioni immobili nelle quali vige un rigido determinismo, e non stupisce che i racconti di questa antologia, benché appartenenti di diritto al genere fantascienza, evitino l'inclusione di uno dei più vistosi agenti perturbanti del mondo, lo sviluppo tecnologico. La non fusione dell'elemento tecnologico con la narrazione (o meglio, la sua consegna a digressioni didascaliche o monologhi di aggiornamento, con l'effetto inevitabile di appesantimento della narrazione) dà vita a una specie di dialettica tra la volontà di inserire un approfondimento sincronico e una reazione forse non del tutto consapevole in senso diacronico.
Oltre alla essenzialità dell'intreccio, va notata la presenza del solo punto di vista dell'io narrante, che filtra tutto attraverso la propria percezione: all'autore non interessa infatti lo sviluppo del plot quanto la funzione paradigmatica e sincronica, le descrizioni di volta in volta diverse di una situazione ambientale e psicologia, sorta di “variazioni” nel testo.

## Edizioni
- Franco Ricciardiello, Saluti dal lago di Mandelbrot, Delos Books n. 3, Delos, 1998,  pp. 216 (versione pdf). (La seconda parte dell'antologia è composta dai sei racconti di Cronache dell'arabesco di pietra, già raccolti sotto questo titolo)
- Franco Ricciardiello, Cronache dell’arabesco di pietra, le Antologie, Intercom Science-Fiction Station, 2006,  pp. 84 (versione pdf).
- Franco Ricciardiello, Cronache dell’arabesco di pietra, eBook, Amazon Media, 2014,  pp. 136, ASIN B00QEDLOOS.